# زنان در آرژانتین
وضعیت زنان در آرژانتین پس از بازگشت دموکراسی در سال ۱۹۵۴ به‌طور قابل توجهی تغییر کرده‌است. و به سطح نسبتاً بالایی از برابری دست یافته‌اند. در گزارش جهانی شکاف جنسیتی که توسط مجمع جهانی اقتصاد در سال ۲۰۰۹ تهیه شد، زنان آرژانتینی در بین ۱۳۴ کشور مورد مطالعه از نظر دسترسی به منابع و فرصت‌ها نسبت به مردان در رتبه ۲۴ام قرار گرفتند. آنها از سطوح تحصیلی مشابه و نسبت ثبت نام در مدارس تا حدودی بالاتر از همتایان مرد خود برخوردار هستند. آنها به خوبی در زندگی فرهنگی و فکری کشور ادغام شده‌اند، هرچند در اقتصاد کشور نقش کمتری دارند. نفوذ اقتصادی آنها در رابطه با مردان بیشتر از اکثر کشورهای آمریکای لاتین است، با این حال، و تعداد زیادی از زنان آرژانتینی پست‌های برتر را در دنیای شرکت‌های آرژانتینی دارند. از جمله شناخته شده ترین‌ها می‌توان به کریس مورنا، مالک شرکت تولید تلویزیونی به همین نام، ماریا آمالیا لاکروز د فورتابات، مدیرعامل سابق و سهامدار عمده Loma Negra، بزرگترین تولیدکننده سیمان کشور، و ارنستینا هررا د نوبل، کارگردان گروه کلارین، گروه رسانه ای برتر در آرژانتین اشاره کرد. .
با این حال، زنان همچنان با چالش‌های سیستمی متعددی روبرو هستند که در کشورهای دیگر رایج است. خشونت خانگی در آرژانتین مانند موانع پیگرد قانونی به موقع تجاوز جنسی، شیوع آزار جنسی، و شکاف دائمی دستمزدهای جنسیتی، از جمله دیگر تخلفات یک مشکل جدی است.

## تاریخ

#### قرن نوزدهم
در اوایل قرن نوزدهم، ولیعهد اسپانیا بر منطقه ای که اکنون توسط کشورهای مدرن آرژانتین، اروگوئه و پاراگوئه احاطه شده‌است، از طریق نایب السلطنه ریو د لا پلاتا، به پایتختی بوئنوس آیرس، حکومت می‌کرد. با تهاجم ناپلئون به اسپانیا در سال ۱۸۰۸، نواحی قائم مقامی دست به شورش زدند.
یکی از شرکت‌کنندگان در جنگ‌های استقلال، خوانا آزوردوی بود که هم‌اکنون توسط بولیوی و آرژانتین به‌عنوان یاری رسان به استقلال گرامی داشته می‌شود. در سال ۲۰۰۹، کریستینا فرناندز دی کرشنر، رئیس‌جمهور آرژانتین، آزوردوی را از سرهنگ دوم به درجه ژنرال در ارتش آرژانتین ارتقا داد. ارتش آرژانتین یک هنگ پیاده‌نظام مستقر در منطقه شمالی سالتا را «جنرالا خوانا آزوردوی» نامید. در ژوئن ۲۰۱۴، رئیس‌جمهور فرناندز دی کرشنر از اسکناس ۱۰ پزوی جدید آرژانتین با تصویر آزوردوی رونمایی کرد.
آرژانتین در اوایل قرن نوزدهم شهرهای کمی داشت، اما بندر بوئنوس آیرس از پس‌آب‌های امپراتوری اسپانیا به بندری بزرگ در اواخر قرن هجدهم تبدیل شد. نواحی روستایی در آرژانتین توسط بومیان و گاوچوها پرجمعیت بود، مردانی که از نژاد مخلوط سوار اسب بودند و برای پوست و تهیه گوشت گاو خشک گاوهای آزاد شکار می‌کردند. زنان غیر بومی در پامپاهای وسیع آرژانتین اندک بودند و در هنر به عنوان آسیب‌پذیر در برابر ربوده شدن توسط سرخپوستان «بربر» به تصویر کشیده می‌شدند.

#### قرن بیستم
در طول دهه ۱۹۳۰، فانی ادلمن، یک رهبر کمونیست که بخشی از بریگادهای بین‌المللی در دفاع از جمهوری دوم اسپانیا بود، به یک چهره بین‌المللی به نمایندگی از کمونیسم و فمینیسم تبدیل شد. او در ایجاد اتحادیه زنان آرژانتین در سال ۱۹۳۷ شرکت کرد و در سال ۱۹۷۲ رئیس فدراسیون بین‌المللی دموکراتیک زنان شد. او تا زمان مرگش در سال ۲۰۱۱ رئیس افتخاری حزب کمونیست آرژانتین بود.
پس از تصویب حق رای زنان توسط رئیس‌جمهور خوان پرون در سال ۱۹۴۹، بانوی اول اویتا پرون تا زمان مرگش در سال ۱۹۵۲ رهبری حزب پرونیست زنان را بر عهده داشت و به تقویت نقش زنان در جامعه آرژانتین کمک کرد. زنان نقش مهمی را هم به عنوان حامی و هم به عنوان مخالف فرایند سازماندهی مجدد ملی، آخرین دیکتاتوری آرژانتین، در اواخر دهه ۱۹۷۰ ایفا کردند، و تأسیس مادران پلازا د مایو، یک گروه مدافع به رهبری مادران ناپدید شدگان، توسط مادران ناپدید شدگان انجام شد. آزوسنا ویلافلور د ویسنتی و بیشتر زنان دیگر، بر این منطق که کمتر مورد سرکوب قرار می‌گیرند (ویلافلور دی ویسنتی و بنیانگذاران همکارش توسط رژیم در سال ۱۹۷۷ به قتل رسیدند). حقوق زنان در آرژانتین پس از بازگشت دموکراسی در سال ۱۹۸۳ به شکل قابل توجهی پیشرفت کرد. رئیس‌جمهور رائول آلفونسین در سال ۱۹۸۷ قوانینی را امضا کرد که هم Patria potestas (فرصتی که به پدر در رابطه با رفتارش با اعضای خانواده، به ویژه فرزندان داده می‌شود) محدود می‌کرد و هم طلاق را قانونی می‌کرد و به حل وضعیت حقوقی ۳ میلیون بزرگسال که در جدایی قانونی زندگی می‌کردند کمک کرد. قانون سهمیه آرژانتین که توسط رئیس‌جمهور کارلوس منم در سال ۱۹۹۱ امضا شد، مقرر می‌دارد که یک سوم اعضای هر دو مجلس کنگره باید زن باشند، هدفی که از طریق فهرست‌های انتخاباتی متعادل به دست می‌آید. تا سال ۲۰۰۶، ۲۹ زن در سنا ۷۲ کرسی، ۸۶ زن در مجلس نمایندگان آرژانتین با ۲۵۷ کرسی، دو قاضی زن دادگاه عالی و سه زن در کابینه ریاست جمهوری حضور داشتند. رئیس‌جمهور آرژانتین، کریستینا فرناندز دی کرشنر در سال ۲۰۰۷ انتخاب شد. نایب قهرمان میدان شلوغ نیز یک زن به نام الیزا کاریو بود.